# Dottor Phosphorus
Dottor Phosphorus è un personaggio immaginario che comparve in numerose serie a fumetti pubblicate dalla DC Comics. Innanzitutto un nemico di Batman, il super criminale esiste nell'universo conosciuto come Universo DC. Comparve per la prima volta in Detective Comics n. 469, e fu creato da Steve Englehart.

## Storia
Una crepa nel reattore nucleare fece sì che "cinque milioni di schegge di sabbia rossa incandescente (radioattiva)" entrassero nel corpo del Dottor Alexander Sartorius. Bruciando per sempre, cominciò una vita di vendetta contro le persone che lui ritiene responsabili del suo stato.
Durante la storia di Underworld Unleashed, è uno dei tanti criminali che vendettero l'anima a Neron per incrementare i propri poteri. In cambio della sua anima, gli furono donati un potere più vasto e maggiore controllo; per esempio, ora può indossare abiti normali senza che si infiammino.
Nella serie Starman di James Robinson, fu inizialmente assoldato da The Mist per uccidere lo Starman originale, Ted Knight, ma fu sconfitto dall'eroe in pensione. Tuttavia, si incontrarono una seconda volta; stavolta, Phosphorus diede a Knight una forte dose di radiazioni, cosa che gli causò il cancro. Nel terzo ed ultimo incontro, Knight fu determinato nel fare sì che Phosphorus non potesse più nuocere a nessuno. Durante il combattimento, utilizzò la sua asta cosmica per sollevare il pavimento sotto il Dottor Phosphorus e facendoglielo cadere addosso, apparentemente uccidendolo.
Phosphorus ritornò in Detective Comics n. 825, dove venne trattenuto nei Laboratori di Ricerca Cadmus. Quando uno degli scienziati lo esaminò disse che aveva sentito che Sartorius era morto, gli altri risposero "Venendo schiacciato? È dura. Tutto ciò che esisteva di umano in Sartorius è stato consumato dal fuoco tempo fa. Crediamo che i suoi poteri manifestano una fusione nucleare che sublima completamente il suo sistema nervoso centrale - creando fac-simili funzionanti di cuore, reni, polmoni, ecc. - che lavora per fornirgli una riserva illimitata di energia pulita".
Phosphorus fuggì dal Cadmus, e ancora una volta volle vendicarsi su coloro che credeva responsabili del suo terribile destino. Fu sconfitto da Batman durante un attacco a Rupert Thorne, e fu imprigionato al Manicomio Arkham.
Durante l'assenza di Batman dopo la sua presunta morte, Phosphorus fuggì dalla sua custodia insieme ad altri pazienti del Manicomio. Rapì sia Kirk Langstrom che sua moglie Francine per avere informazioni sulla ricerca di Langstrom.

## Poteri e abilità
La pelle di Dottor Phosphorus è costantemente in fiamme, produce emissioni tossiche, e può manipolare le radiazioni. Quando vendette la sua anima a Neron, ebbe un maggiore controllo sui suoi poteri così che i suoi vestiti non sarebbero andati in fiamme una volta indossati.

## Altre versioni
- Il Dottor Alex Sartorius (non ancora mutato) è presente in Batman: Arkham Knight, nei Nastri dei colloqui di Simon Stagg. Un tempo era un importante scienziato alle dipendenze della casa farmaceutica di Stagg, quando la società si trovò sull'orlo del lastrico, si dedicò alla progettazione di armi. È Sartorius a concepire il progetto del dispersore: Nubifragio, elemento chiave nel piano dello Spaventapasseri, ma non è affatto fiero di quello che fatto e ha provato a denunciare il socio al Gotham Herald, venendo però scoperto e in seguito usato come cavia da laboratorio per la nuova tossina della paura, finendo per affrontare la sua pirofobia (paura del fuoco). In questa versione afferma di essere alcolizzato e di far uso di ansiolitici.

## Altri media

### Cinema
- Il Dottor Phosphorus compare in LEGO Batman - Il film (2017)

### Televisione
- Il Dottor Phosphorus compare come uno dei protagonisti nella prima serie animata del DC Universe (DCU) Creature Commandos,[1][2] doppiato da Alan Tudyk.[3] In questa versione è un detenuto di Belle Reve e un membro dell'omonimo gruppo.